# Manduca gueneei
Manduca gueneei, là một loài bướm đêm thuộc họ Sphingidae. M. gueneei, gặp ở Brasil.